# Yahya Al-Shehri
Yahya Al-Shehri (Damman, 26 juni 1990) is een Saoedi-Arabisch voetballer die als middenvelder of aanvaller speelt.

## Clubcarrière
Al-Shehri  begon bij Al-Ettifaq en speelt sinds 2013 voor Al-Nassr waarmee hij in 2013 en 2014 landskampioen werd. Begin 2018 werd hij in het kader van een samenwerking tussen de Saoedi-Arabische Voetbalbond en de Liga de Fútbol Profesional met het oog op de Saoedische deelname aan het wereldkampioenschap voetbal 2018 verhuurd aan CD Leganés waarvoor hij niet in actie kwam.

## Interlandcarrière
Hij debuteerde in 2009 voor het Saoedi-Arabisch voetbalelftal. Hij maakte deel uit van de selectie op het Aziatisch kampioenschap voetbal 2015 en het wereldkampioenschap voetbal 2018.